# 溶解度積
溶解度積（ようかいどせき、英: solubility product）または濃度溶解度積（のうどようかいどせき、英: concentration solubility product）とは、難溶性塩の飽和溶液中における、陽イオン濃度と陰イオン濃度の積である。溶解度定数と呼ぶこともある。かつてはよくKspと表したが、最近ではKsolと表すことも多い。sp や sol は英語の solubility product の頭文字である。
溶解度積は温度によって決まる定数であり、イオンの沈殿条件を求める上で重要な値である。イオン濃度の積が、Kspの値を超えたときに沈殿が生じ始める。

## 導出
陽イオン P+ と陰イオン Q− からなる難溶性塩 PmQn の電離平衡式は以下のようになる。
{\displaystyle \mathrm {P} _{m}\mathrm {Q} _{n}\Longleftrightarrow m\mathrm {P} ^{(+)}+n\mathrm {Q} ^{(-)}}
平衡定数をKcとすると、平衡式は以下のようになる。
{\displaystyle K_{c}={\frac {[\mathrm {P} ^{(+)}]^{m}[\mathrm {Q} ^{(-)}]^{n}}{[\mathrm {P} _{m}\mathrm {Q} _{n}]}}}
ここで、難溶性塩の場合、分母がほとんど一定であるため、
{\displaystyle K_{c}[\mathrm {P} _{m}\mathrm {Q} _{n}]=[\mathrm {P} ^{(+)}]^{m}[\mathrm {Q} ^{(-)}]^{n}}
左辺は定数なので、これをKspとする。このKspを溶解度積という。つまり、
{\displaystyle K_{\mathrm {sp} }(\mathrm {P} _{m}\mathrm {Q} _{n})=[\mathrm {P} ^{(+)}]^{m}[\mathrm {Q} ^{(-)}]^{n}}
これは、片方のイオンの濃度が分かれば、もう一方のイオンの濃度が決定されることを意味している。

## 溶解度積の求め方
化学熱力学における基本式
{\displaystyle \Delta G^{\circ }=-RT\ln K_{sp}}
- ΔG゜は溶解における標準反応ギブズ自由エネルギー
- Rは気体定数
- Tは温度

溶解度が小さい場合は重量測定ができないので、上の式のΔG゜（または標準電極電位: E゜）からKspを求める。たいていのKspはこのようにして求められた。

## 熱力学的溶解度積
熱力学的濃度溶解度積（英: thermodynamic solubility product、通例　Ksp ）とは、溶液中の塩P(+)、Q(−)の活量a(P(+))、a(Q(−)) の積である。
{\displaystyle \mathbf {K} _{\mathrm {sp} }(\mathrm {P} _{m}\mathrm {Q} _{n})=a(\mathrm {P} ^{(-)})^{m}a(\mathrm {Q} ^{(-)})^{n}}
この値の重要な特徴は、溶液中において一部PmQnとなり、沈殿する難溶性塩であるならば、温度ごとに決まる、塩の組み合わせに固有の定数であることである。ただし、塩化カリウムのように溶解度が高かったり、塩化第二水銀のように水溶液中で完全電離しない化合物では、一定の値を持たない。下図に代表的な難溶性塩の熱力学的溶解度積を示す。
熱力学溶解度積と濃度溶解度積の関係は次の通り。
{\displaystyle \mathbf {K} _{\mathrm {sp} }(\mathrm {P} _{m}\mathrm {Q} _{n})=K_{\mathrm {sp} }(\mathrm {P} _{m}\mathrm {Q} _{n}){\gamma _{\pm }}^{2}}
ここで、γ±は塩P(+)、Q(−)の平均活量係数。
| 塩   | Ksp       | 塩      | Ksp      | 塩      | Ksp       |
| ---- | --------- | ------- | -------- | ------- | --------- |
| AgCl | 1.7×10−10 | Ca(OH)2 | 7.9×10−6 | Fe(OH)3 | 3.2×10−40 |
| AgBr | 4.3×10−13 | CaSO4   | 3.7×10−5 | Fe(OH)2 | 4.1×10−15 |
| AgI  | 8.5×10−17 | CaC2O4  | 2.6×10−9 | HgS     | 3.0×10−52 |

## 溶解度との関係
難溶性の塩MmXn
mMn+ + nXm−　⇔　MmXn
の溶解度を S とすると、[Mn+] = mS, [Xm−] = nS であるから、
Ksp = [Mn+]m[Xm−]n = mm nn S(m+n)
{\displaystyle S={\sqrt[{m+n}]{\frac {K_{\mathrm {sp} }(\mathrm {M} _{m}\mathrm {X} _{n})}{m^{m}\,n^{n}}}}}
となる。したがって、異なる荷電型の難溶性塩の溶解度を溶解度積の値から直接比較することはできない。

## 代表的な溶解度積
25℃の水に対する溶解度積を挙げる。
| 化合物  | 溶解度積     |
| ------- | ------------ |
| AgCl    | 1.77 ×10−10  |
| AgI     | 8.51 × 10−17 |
| BaCO3   | 2.58 × 10−9  |
| BaSO4   | 1.07 × 10−10 |
| CaCO3   | 4.96 × 10−9  |
| CuS     | 1.27 × 10−36 |
| Fe(OH)2 | 4.87 × 10−17 |
| Fe(OH)3 | 2.64 × 10−39 |
| FeS     | 1.59 × 10−19 |
| Mg(OH)2 | 1.80 × 10−11 |
| Ni(OH)2 | 5.47 × 10−16 |
| PbCl2   | 1.17 × 10−5  |
| Pb(OH)2 | 1.42 × 10−20 |
| PbS     | 9.04 × 10−29 |
| ZnS     | 2.9 × 10−25  |